# Nazionale maschile di calcio dell'Irlanda (IFA)
La nazionale di calcio dell'Irlanda fu la rappresentativa nazionale calcistica dell'isola d'Irlanda nel periodo in cui essa faceva parte del Regno Unito; nata nel 1882, era sotto l'amministrazione dell'Irish Football Association che dal 1947 ha giurisdizione solo sull'Irlanda del Nord.
Dopo l'indipendenza dello Stato Libero d'Irlanda e la nascita dell'Irlanda del Nord sotto sovranità britannica, le due federazioni, la neonata Football Association of Ireland con sede a Dublino e la Irish Football Association di Belfast rivendicarono in esclusiva la rappresentanza dell'isola a livello internazionale.
Con l'intervento della FIFA nel 1947 fu stabilito che nessuna delle due nazionali potesse portare il nome di Irlanda e, quindi, la vecchia nazionale irlandese sarebbe passata a rappresentare l'Irlanda del Nord e la neonata formazione di Dublino si sarebbe chiamata Repubblica d'Irlanda.

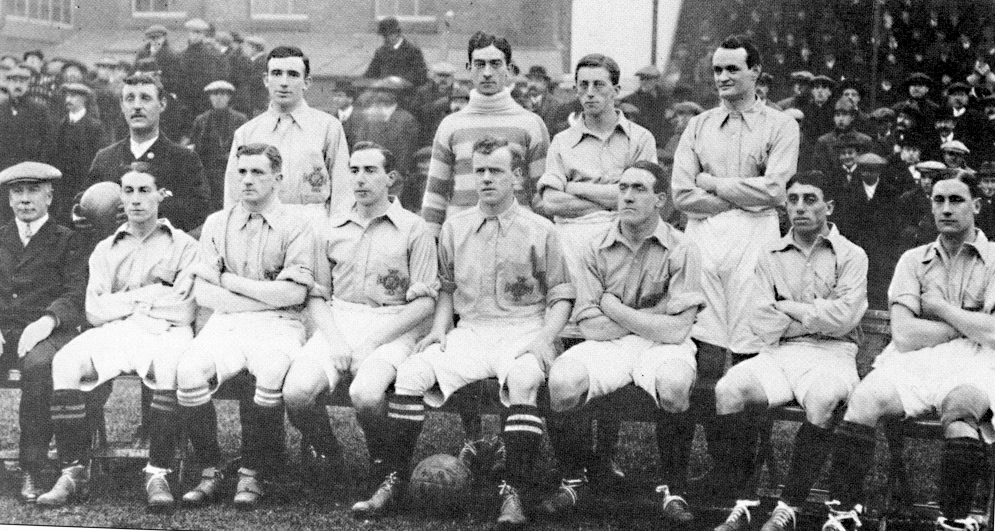
Formazione irlandese del 1914

## Record individuali
Queste sono le classifiche relative alle maggiori presenze e reti nell'Isola d'Irlanda:
| Pos. | Calciatore        | Periodo   | Presenze | Reti |
| ---- | ----------------- | --------- | -------- | ---- |
| 1    | Elisha Scott      | 1920-1936 | 31       | 0    |
| 2    | Olphert Stanfield | 1887-1897 | 30       | 11   |
| 3    | Robert Milne      | 1894-1906 | 27       | 2    |
| 4    | Samuel Torrans    | 1889-1901 | 26       | 1    |
| 5    | Billy Gillespie   | 1913-1930 | 25       | 13   |
| 5    | William Scott     | 1903-1913 | 25       | 0    |
| 7    | John Peden        | 1887-1899 | 24       | 7    |
| 8    | Jack Jones        | 1930-1937 | 23       | 0    |
| 8    | Billy Lacey       | 1909-1924 | 23       | 3    |
| 10   | John Darling      | 1897-1912 | 21       | 1    |

| Pos. | Calciatore        | Periodo   | Reti | Presenze | Media reti |
| ---- | ----------------- | --------- | ---- | -------- | ---------- |
| 1    | Billy Gillespie   | 1913-1930 | 13   | 25       | 0.52       |
| 2    | Joe Bambrick      | 1928-1938 | 11   | 11       | 1          |
| 2    | Olphert Stanfield | 1887-1897 | 11   | 30       | 0.37       |
| 4    | John Peden        | 1887-1899 | 7    | 24       | 0.29       |
| 5    | Harold Sloan      | 1903-1909 | 5    | 8        | 0.63       |
| 5    | David Walsh       | 1946-1950 | 5    | 9        | 0.56       |
| 5    | Alex Stevenson    | 1933-1947 | 5    | 17       | 0.29       |
| 8    | Paddy Moore       | 1932-1934 | 4    | 2        | 2          |
| 8    | Jimmy Dunne       | 1928-1932 | 4    | 7        | 0.57       |
| 8    | William Dalton    | 1888-1894 | 4    | 11       | 0.36       |
| 8    | James Kelly       | 1931-1936 | 4    | 11       | 0.36       |
| 8    | George Gaffikin   | 1890-1895 | 4    | 15       | 0.27       |

## Confronti con le altre Nazionali
Questi sono i saldi dell'Irlanda (1882-1950) nei confronti delle Nazionali con cui sono stati disputati almeno 10 incontri.

### Saldo negativo
| Nazionale   | Giocate | Vinte | Pareggiate | Perse | Reti fatte | Reti subite | Differenza reti | Ultima vittoria | Ultimo pareggio  | Ultima sconfitta |
| ----------- | ------- | ----- | ---------- | ----- | ---------- | ----------- | --------------- | --------------- | ---------------- | ---------------- |
| Inghilterra | 58      | 6     | 8          | 44    | 52         | 229         | −177            | 22 ottobre 1927 | 5 novembre 1947  | 16 novembre 1949 |
| Galles      | 57      | 19    | 12         | 26    | 96         | 130         | −34             | 16 aprile 1947  | 8 marzo 1950     | 9 marzo 1949     |
| Scozia      | 55      | 6     | 6          | 43    | 47         | 185         | −138            | 4 ottobre 1947  | 27 novembre 1946 | 1º ottobre 1949  |